# Todesfall auf North Sentinel Island 2006
Der Todesfall auf North Sentinel Island 2006 handelt von den indischen Fischern Sunder Raj (49) und Pandit Tiwari (52), die um den 26. Januar 2006 auf North Sentinel Island von Inselbewohnern getötet wurden.

## Hintergründe
North Sentinel Island ist Teil der Inselgruppe der Andamanen im Indischen Ozean, die von der indischen Zentralregierung als Teil des Unionsterritoriums Andamanen und Nikobaren verwaltet wird. Die indischen Behörden verbieten es unter Strafe, sich der „besonders gefährdeten Stammesgruppe“ und ihrer Insel bis auf drei Kilometer zu nähern. Vor allem sollen die Bewohner vor Krankheitserregern geschützt werden, gegen die sie wahrscheinlich nicht immun sind und die für sie tödlich sein könnten. Die Sentinelesen ihrerseits lehnen seit langem jeden Kontaktversuch von Außenstehenden gewaltsam ab.
Tiwari und Raj stammten aus Port Blair (South Andaman Island) und verdingten sich, teilweise illegal, als Fischer und Krabbenfänger. Mit einem geliehenen Fischerboot stachen sie um den 24. Januar 2006 von Wandoor Beach aus in See, kehrten aber nicht mehr zurück. Einen Tag später wurden sie schließlich als vermisst gemeldet. Bei einem Rundflug mit einem Suchhubschrauber über North Sentinel Island am 28. Januar 2006 wurden sowohl das Fischerboot wie auch die Leichen der beiden Männer am Strand entdeckt.

## Mögliche Todesumstände
Tiwari und Raj wurden offenbar von Sentinelesen getötet. Die genauen Todesumstände sind unbekannt, auch die Frage, ob die Fischer heimlich und unerlaubt zur Küste gerudert oder versehentlich vom Kurs abgekommen waren, muss offen bleiben. Der Ethnologe Vishvajit Pandya hält es für denkbar, dass die Sentinelesen erwarteten, dass Tiwari und Raj Geschenke in Form von Naturalien mitbringen würden, wie sie es von indischen Beamten und Anthropologen aus vorhergehenden Kontaktversuchen gewohnt waren. Als sie aber die beiden Männer mit leeren Händen vorfanden und nicht mit ihnen kommunizieren konnten, könnten sie die Fremden für Fischräuber gehalten haben, worauf es zur gewaltsamen Tötung kam. Samir Acharya, Leiter der Organisation Society for Andaman and Nicobar Ecology, verweist dagegen auf die Zeugenaussagen von Fischern aus Port Blair, welche Tiwari und Raj noch lebend auf hoher See vor North Sentinel Island antrafen. Die beiden waren offenbar angetrunken, eingenickt und schließlich unbemerkt zum Strand der Insel abgedriftet. Die Sentinelesen begruben Tiwari und Raj im Sand, spätere Flutwellen legten die Gräber wieder frei. Der Fund der vollständig erhalten gebliebenen Leichen widerspricht lange Zeit verbreiteten Gerüchten, die Sentinelesen betrieben Kannibalismus.

## Rezeption
Die Meldung über den Tod der beiden Fischer fand weltweit Aufmerksamkeit. Die Ethnologen und Anthropologen   Pandya und   Pandit kritisierten die Art der Berichterstattung: besonders der westlichen Presse sei hauptsächlich daran gelegen gewesen, die Sentinelesen als „verrohte Wilde“ und „Steinzeitmenschen“ hinzustellen. Kulturelle wie stammesgeschichtliche Hintergründe seien dabei teils bewusst ausgeblendet worden. Sie weisen außerdem darauf hin, dass illegale Fischerei in Küstennähe von North Sentinel Island das Wohlergehen der Sentinelesen gefährde, da Letztere von den Fischgründen stark abhängig seien. Der anhaltende Fischraub könnte einen weiteren Grund darstellen, warum die Sentinelesen so aggressiv auf Fremde reagieren. Der Fall um Tiwari und Raj fand erneut Beachtung, nachdem der US-Amerikaner John Allen Chau im November  2018 trotz Verbotes durch die indische Regierung heimlich nach North Sentinel Island gereist und dort ebenfalls von Inselbewohnern getötet worden war.